# Центральный (Тёпло-Огарёвский район)
Центральный — посёлок в Тёпло-Огарёвском районе Тульской области России.
В рамках административно-территориального устройства является центром Алексеевского сельского округа Тёпло-Огарёвского района, в рамках организации местного самоуправления включается в Волчье-Дубравское сельское поселение.

## География
Расположен в 20 км к югу от райцентра, посёлка городского типа Тёплое, и в 85 км к югу от областного центра, г. Тулы. 

## Население
| 2002 | 2010 |
| ---- | ---- |
| 698  | ↘624 |